# 레전드 (1985년 영화)
레전드(영어: Legend)는 1985년 개봉한 리들리 스콧 감독의 다크 판타지 어드벤처 영화이다. 톰 크루즈, 미아 세라, 팀 커리, 데이비드 베넨트, 앨리스 플레이튼, 빌리 바티, 코크 허버트, 아나벨 랜욘 등이 출연했다. 이 영화는 어두운 동화로, 때에 따라서는 충격적인, 읽고 쓰는 것이 보편화되기 전인 고대의 전통 구전 설화에 기초한 우화의 원작에 보다 가까운 것으로 설명되어 왔다.
개봉 당시에는 상업적으로 성공하지 못했지만, 촬영감독 알렉스 톰슨이 1985년 영국 촬영감독협회가 수여하는 영화예술상을 수상하였고, 아카데미 분장상, SF·판타지·공포 영화의 아카데미 새턴상 분장상, 영국 영화 텔레비전 예술 아카데미의 의상 디자인상, 메이크업 아티스트상, 특수 시각 효과상, DVD 익스클루시브 상, 영 아티스트 어워드 등 여러 영화상의 수상 후보에 올랐다. 개봉과 이어진 디렉터스 컷의 출시로 영화 《레전드》는 컬트 영화의 고전이 되었다.

## 출연

### 주연
- 톰 크루즈
- 미아 사라

### 조연
- 팀 커리
- 데이비드 베넨
- 알리스 플레이튼
- 빌리 바티

## 기타
- 미술: 레슬리 딜리
- 미술: 애쉬턴 고턴
- 의상: 찰스 노드